# Spelle

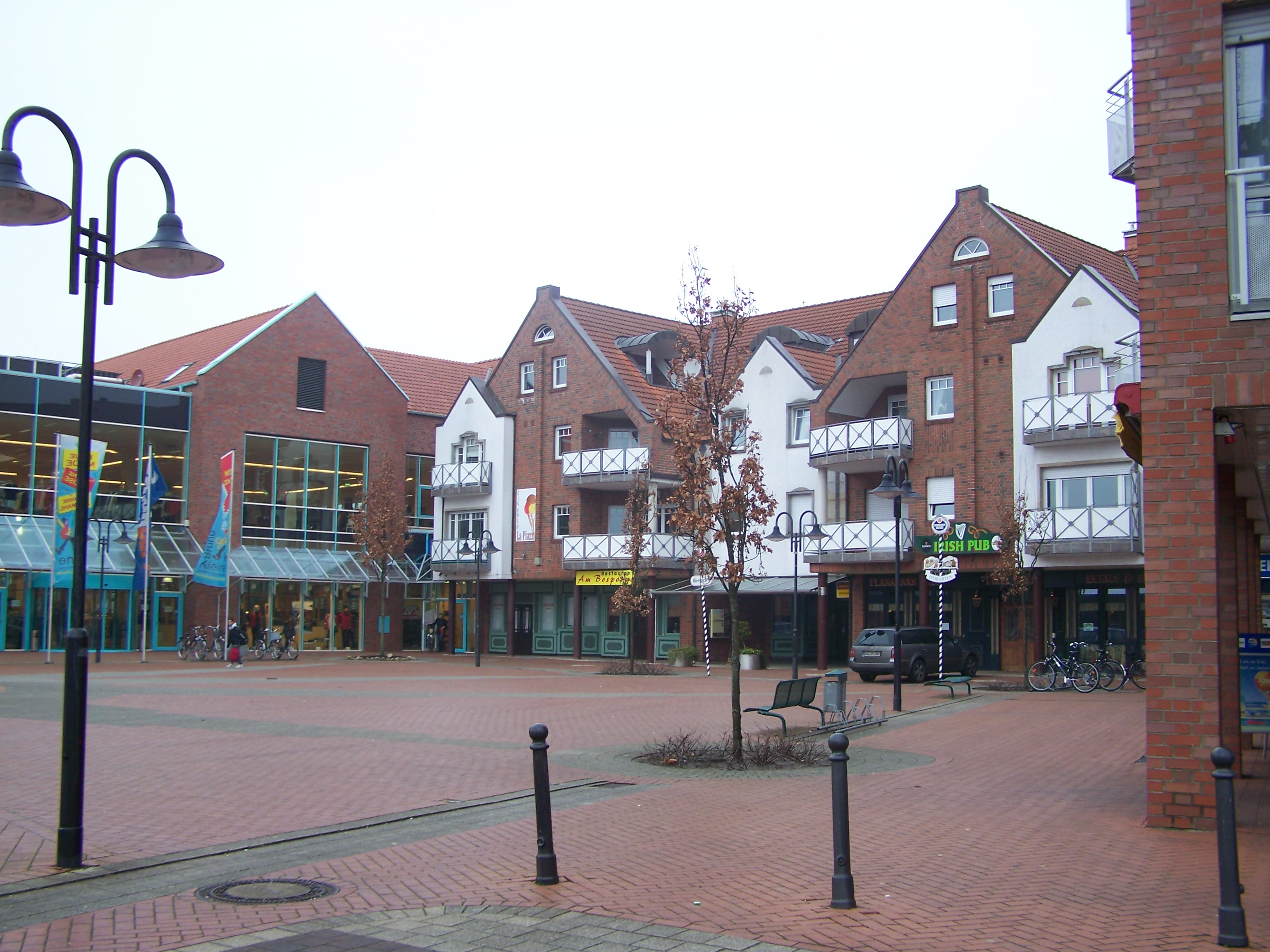
Markeloplatz in Spelle

Die Gemeinde Spelle ist eine Mitgliedsgemeinde und der Sitz der Samtgemeinde Spelle im Landkreis Emsland in Niedersachsen. Die Gemeinde hat etwa 10.000 Einwohner und eine Fläche von 34,20 km².

## Geografie

### Lage
Spelle liegt im Süden des Landkreises Emsland unmittelbar nördlich der Landesgrenze zu Nordrhein-Westfalen. Durch die Gemeinde fließt die Speller Aa. Rund 3 km südwestlich führt ein Abschnitt des Dortmund-Ems-Kanals an Spelle vorbei.

### Gemeindegliederung
Zur Gemeinde Spelle gehören neben Spelle die Ortsteile Varenrode und Venhaus.

#### Varenrode
Varenrode (alt: Farnrodun 890, Farnrotha, Pharanrodun 1000) ist ein etwa 500 Einwohner zählender Ort. Er wird, ähnlich wie Spelle, zum ersten Mal im Jahr 890 im Werdener Heberegister als Teil des Venkigaus erwähnt. Das Bestimmungswort ist nach H. Abels entweder von far = Schaf oder eher von föhr = Kiefer herzuleiten, bedeutet also Kiefern-Rodung. Kirchlich ist der Ort der katholischen Pfarrgemeinde Lünne zugeordnet. Der Ort hat keine eigene Industrie, die Einwohner arbeiten mehrheitlich im Nachbarort Spelle oder anderen umliegenden Gemeinden.

#### Venhaus
Venhaus liegt im Südwesten der Gemeinde. Angrenzend an das Land Nordrhein-Westfalen im Süden, erstreckt sich Venhaus über eine Fläche von ca. 10 Quadratkilometern und wird durchflossen von der Speller Aa. Im Westen durchläuft die Bundesstraße 70 in Richtung Norden den Ort. Etwa parallel zur Bundesstraße verläuft der Dortmund-Ems-Kanal mit seinem Hafen und der Schleuse Venhaus. Im Nordosten grenzt der Ort an Spelle.
Die ehemalige Gemeinde Venhaus ist seit 1971 Teil der Gemeinde Spelle. In Venhaus wohnen ca. 1500 Einwohner, wobei die Grenzen zwischen Spelle und Venhaus inzwischen fließend sind. Einzelne Wohn- und Gewerbegebiete sind nur noch schwer den Orten Spelle oder Venhaus zuzuordnen. Der dörfliche Ortskern zählt ca. 500 Einwohner.
Der eigentliche Ortskern liegt an der Speller Aa und konnte teilweise sein ländliches Erscheinungsbild bewahren. Im Ortskern liegen der Burgpark um die ehemalige Burg Venhaus mit der heute noch bestehenden katholischen St.-Vitus-Kirche, der konfessionelle Kindergarten St. Vitus, die St.-Vitus-Grundschule, Jugendheim und Friedhof, das Feuerwehrhaus, wenige Einzelhandels-, Handwerks- und landwirtschaftliche Betriebe sowie eine Gaststätte mit Saalbetrieb.
Sehenswert ist neben dem Burgpark an der Aa auch die Hookstraße mit ihren ländlichen Gebäuden und alter Straßenführung. Um den Dorfkern herum entstanden in den 1990er Jahren zwei neue Wohngebiete, weitgehend jedoch ohne städtebauliche Bezüge zur dörflichen Struktur. Im Südosten befinden sich die Industriegebiete „Südfelde“ und „Portlandstraße“ mit insgesamt ca. 1000 Arbeitsplätzen.

### Nachbargemeinden
Nachbargemeinden sind im Südosten die Stadt Hörstel, im Süden die Stadt Rheine (beide Kreis Steinfurt, Nordrhein-Westfalen), im Westen die Gemeinden Salzbergen und Emsbüren, im Norden die Gemeinde Lünne und im Osten die Gemeinde Schapen (alle Landkreis Emsland).

## Geschichte
Spelle wurde 890 erstmals als Spinoloha (Spindelbaumwald) im Heberegister des Klosters Werden als Teil des Venkigaus urkundlich erwähnt. Spelle gehörte im Mittelalter zur Grafschaft Tecklenburg. Nach der Niederlage der Tecklenburger Grafen im Schmalkaldischen Krieg wurde Spelle 1548 ein Teil der Grafschaft Lingen. Unter König Friedrich I. wurde Spelle 1702 ein Teil von Preußen. Nach französischer Besatzungszeit unter Napoleon gelangte Spelle 1815 an das Königreich Hannover.
Im Zuge der Gebietsreform bilden die Gemeinden Spelle, Schapen und Lünne seit dem 1. März 1974 die Samtgemeinde Spelle.

### Eingemeindungen
In den späten 1960er Jahren entschloss man sich in Niedersachsen zu einer umfassenden Gemeindereform, die die Zahl der 4.218 Gemeinden zugunsten größerer und einfacher zu verwaltenden Gemeinden reduzieren sollte. Dieses Anliegen wurde sowohl in Varenrode als auch in Venhaus diskutiert, wobei in Venhaus auch ein Zusammenschluss mit der Gemeinde Salzbergen zur Debatte stand. Ein Zusammenschluss mit der Gemeinde Spelle konnte in Venhaus erst in zweiter Abstimmung beschlossen werden. Am 1. Januar 1971 trat dieser freiwillige Zusammenschluss der drei Kleingemeinden in Kraft.

### Einwohnerentwicklung
In den letzten 50 Jahren hat sich die Bevölkerung fast vervierfacht, von 2.290 im Jahre 1961 auf 9.832 Einwohner im Jahre 2020.
| Ortsteile | 1794  | 1880 | 1900 | 1925 | 1933 | 1939 | 1950  | 1961  | 1970  | 2007  | 2013  |
| --------- | ----- | ---- | ---- | ---- | ---- | ---- | ----- | ----- | ----- | ----- | ----- |
| Spelle    | 287   | 452  | 510  | 687  | 810  | 875  | 1.269 | 1.454 | 2.037 | 6.209 | 7.836 |
| Varenrode | k. A. | 194  | 221  | 268  | 320  | 325  | 416   | 344   | 394   | k. A. | 334   |
| Venhaus   | k. A. | 205  | 257  | 296  | 311  | 339  | 464   | 492   | 770   | k. A. | 518   |

## Politik

### Gemeinderat
Der Rat der Gemeinde Spelle setzt sich aus 25 Mitgliedern zusammen. Die Ratsmitglieder werden durch eine Kommunalwahl für jeweils fünf Jahre gewählt. Die aktuelle Amtszeit begann am 1. November 2021 und endet am 31. Oktober 2026.
| Partei / Liste                          | Partei / Liste | 2021 | 2021  |       | 2016 |
| Partei / Liste                          | Partei / Liste | %    | Sitze | Sitze |      |
| Christlich Demokratische Union          | CDU            | 63,1 | 16    | 17    |      |
| Sozialdemokratische Partei Deutschlands | SPD            | 10,6 | 03    | 02    |      |
| Demokratie in Bewegung                  | DiB            | 09,9 | 02    | 0–    |      |
| Unabhängiges Bürgerforum Spelle         | UBS            | 09,3 | 02    | 04    |      |
| Freie Demokratische Partei              | FDP            | 07,1 | 02    | 0–    |      |

Die nächsten Kommunalwahlen werden im Jahr 2026 stattfinden.

### Bürgermeister
Bürgermeister ist seit 2023 Stefan Heeke von der CDU.
Davor:
- 2016–2023 Andreas Wenninghoff (CDU)
- 2006–2016 Georg Holtkötter (CDU)[6]
- 1991–2006 Josef Löcken (CDU)[7], bis 2004 auch Samtgemeindebürgermeister
- 1963–1991 Hubert Reker (CDU)[8]

## Wirtschaft und Infrastruktur

### Unternehmen
Spelle ist durch produzierende Industrie geprägt. Wichtige Arbeitgeber sind die Firma Krone (Landmaschinen), Firma Rekers Maschinen- und Anlagenbau, das Rekers Betonwerk, Firma August Storm (Motoreninstandsetzung) und die Firma Gerhard Herbers GmbH mit den zugehörigen Tochterfirmen. Innerhalb des Ortes gibt es überwiegend Einzelhandels- und Dienstleistungsunternehmen. Im Süden von Spelle befinden sich mehrere Gewerbegebiete (Südfelde und Portlandstraße).

### Verkehr
Im Westen durchquert die B 70 das Gemeindegebiet. Die nächste Autobahn (A 30) ist über die Anschlussstellen Rheines zu erreichen.
Im Kreuz zur B 70 verläuft der Dortmund-Ems-Kanal als Bundeswasserstraße mit dem Hafen Spelle-Venhaus.

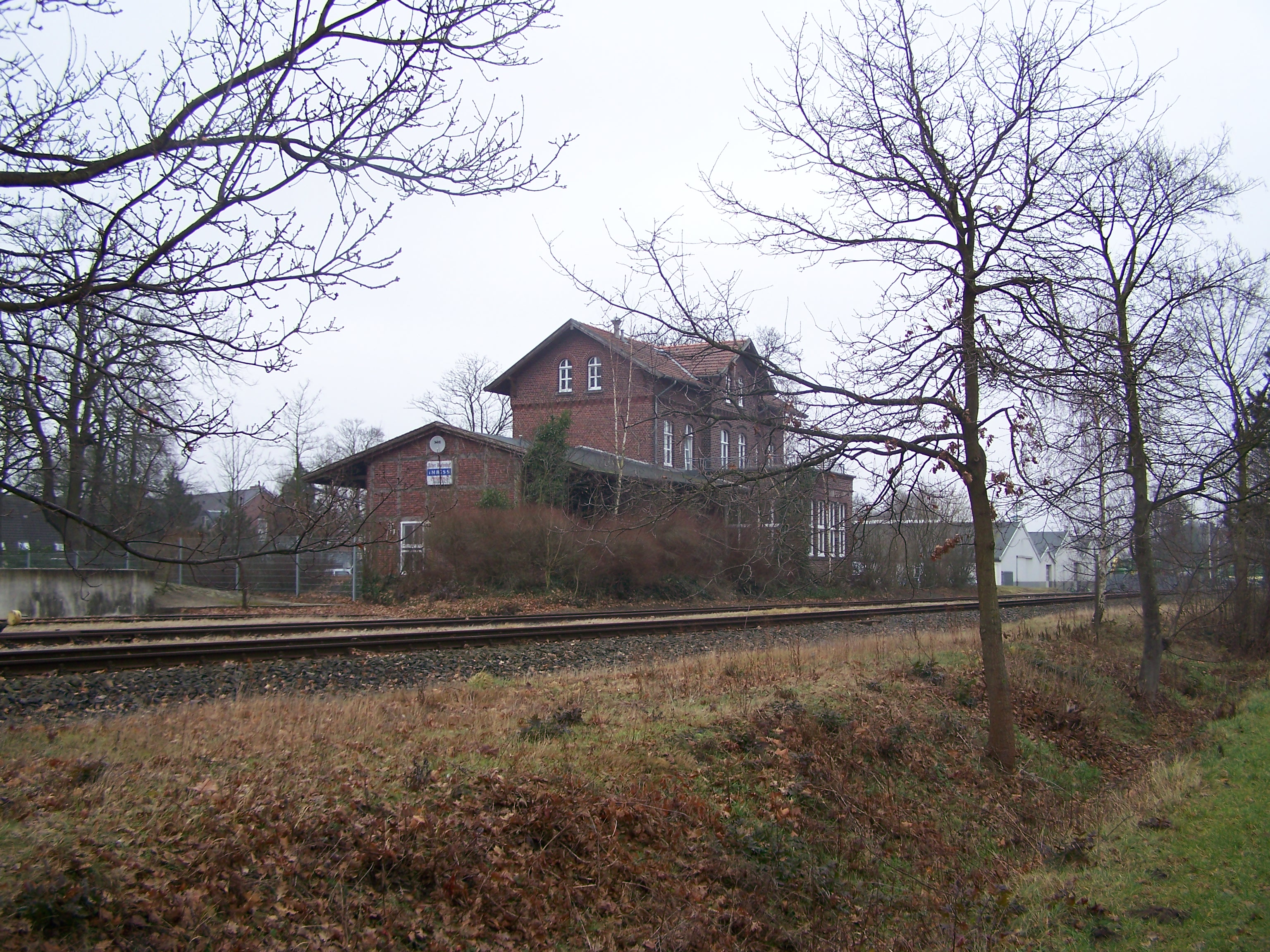
Bahnhof Spelle

Spelle ist über die Bahnstrecke Duisburg–Quakenbrück an das Eisenbahnschienennetz angeschlossen. Die Bahntrasse von Spelle nach Rheine wird von der Regionalverkehr Münsterland im Güterverkehr betrieben. Die nördliche Verlängerung nach Freren, Fürstenau und Quakenbrück ist stillgelegt. Im Dezember 2015 wurde ein Gleisanschluss zum Hafen am Dortmund-Ems-Kanal in Betrieb genommen. Vereinzelt verkehren Personen-Sonderzüge aus Richtung Rheine nach Spelle.
Busverbindungen der Verkehrsgemeinschaft Emsland-Süd gibt es mit der Linie 195 nach Rheine und Freren - (Handrup -) Fürstenau sowie mit der Linie 141 nach Rheine und Lingen. Spelle war ebenso an das Nachtbusangebot „Nachteule“ der VGE angeschlossen, das zum 1. November 2015 eingestellt wurde.

### Sport
Der größte Sportverein ist der SC Spelle-Venhaus, dort werden Fußball, Tischtennis, Basketball, Leichtathletik, Volleyball (Damen spielen 3. Liga) und Tennis (Herren 30 spielen im Sommer 2015 in der Landesliga) angeboten. 
Der Fußballverein spielte in der Saison 2023/24 in der viertklassigen Regionalliga Nord und trug seine Heimspiele im „Getränke-Hoffmann-Stadion“ (4000 Plätze) in Spelle aus. Am Saisonende stieg die Mannschaft als Tabellenletzter ab.
Weiterhin gibt es einen Schachverein und in Varenrode ebenfalls einen Sportverein, den SV Schwarz-Weiß Varenrode, mit 650 Mitgliedern. Hier konzentriert sich das Angebot auf Fußball, Tennis und Tanzen (Kindertanzgruppen und Zumba). Spelle verfügt über eine große und eine kleine Turnhalle und einen großen Sportplatz mit mehreren Ballspielplätzen. Auf dem Sportgelände in Varenrode befindet sich seit Kurzem eine moderne Freiluftsporthalle. Außerdem finden in der Schwimmhalle „Speller Welle“ Schulschwimmen, DLRG-Training und Schwimmkurse statt.

### Öffentliche Einrichtungen

#### Schulen
Spelle verfügt über ein Schulzentrum mit Grundschule sowie einer Oberschule in der Ortsmitte. In Venhaus befindet sich zudem eine Grundschule.

#### Kirchen

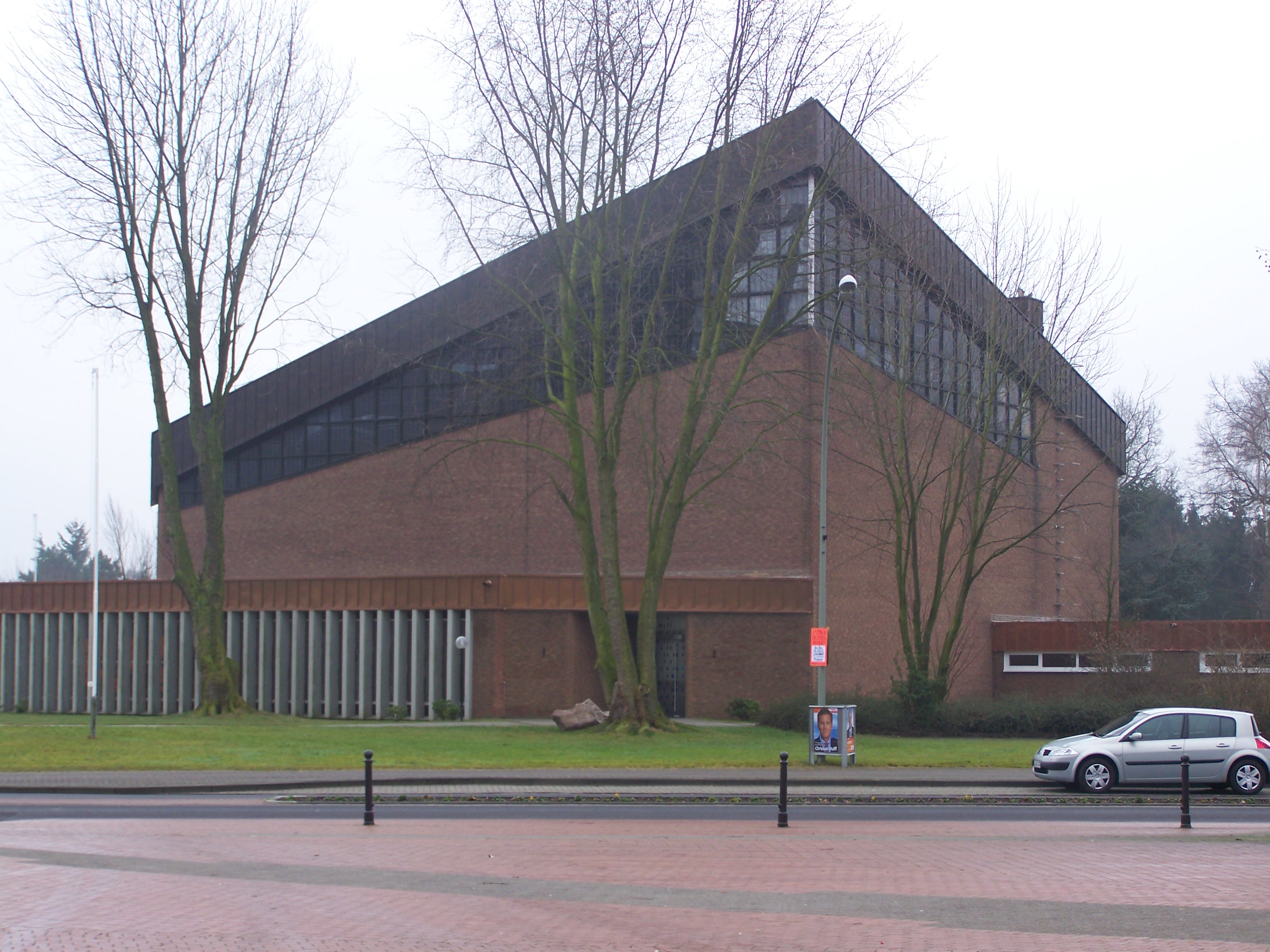
Katholische Kirche St. Johannes der Täufer

In Spelle und Venhaus gibt es jeweils eine katholische Kirche. Eine evangelische Kirche und ein Gemeindehaus befindet sich in Spelle unweit des Rathauses.

#### Feuerwehr und Rettungsdienst
In der Gemeinde gibt es eine Freiwillige Feuerwehr mit zwei Ortsfeuerwehren in Spelle und Venhaus. Das Feuerwehrhaus der Speller Feuerwehr wurde 2006 neu erbaut. Im Jahr 2007 wurde das erste Hubrettungsfahrzeug für die Feuerwehr beschafft. Das Deutsche Rote Kreuz, das auch über zwei Gruppen des Jugendrotkreuzes verfügt, und die Deutsche Lebens-Rettungs-Gesellschaft verfügen über Ortsgruppen in Spelle.
Seit 2007 gibt es in Spelle auch eine Jugendfeuerwehr, die mittlerweile aus 25 Mitgliedern besteht (Stand: 2017).
Seit Juli 2014 ist ein Rettungswagen vom Deutschen Roten Kreuz in Lünne (Samtgemeinde Spelle) rund um die Uhr verfügbar. Der Rettungswagen ist im dortigen Feuerwehrhaus stationiert und für die medizinische Notfallversorgung der Samtgemeinde Spelle zuständig.

## Sehenswertes
Neben dem Burgpark in Venhaus ist der Wöhlehof, heute ein Bürgerbegegnungszentrum, sehenswert, ebenso das Landwirtschaftsmaschinen-Museum Krone.
Im Norden von Spelle befindet sich die Moorlandschaft Speller Dose mit Lehrpfad und Aussichtsturm.

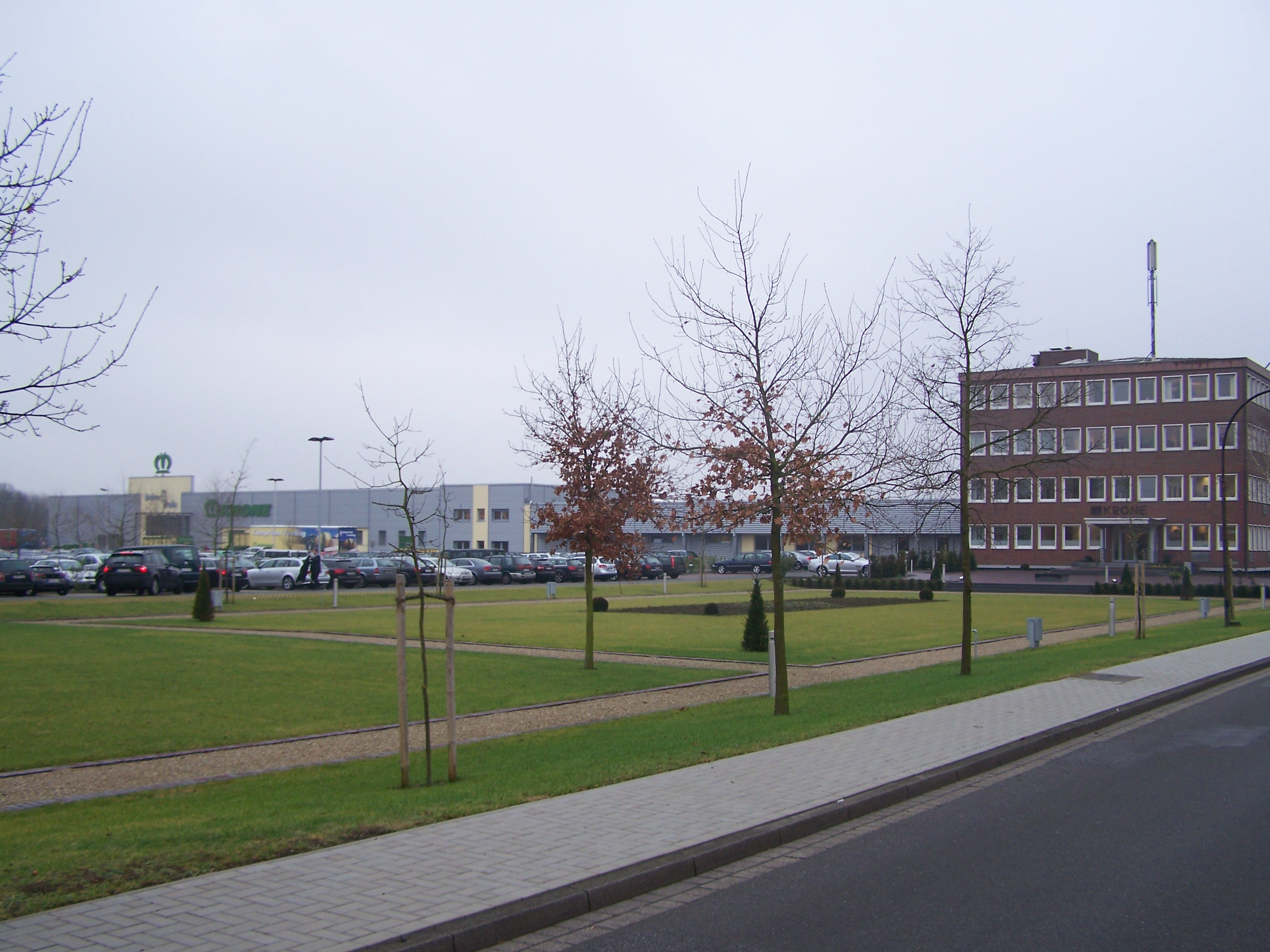
Landmaschinenfabrik Krone
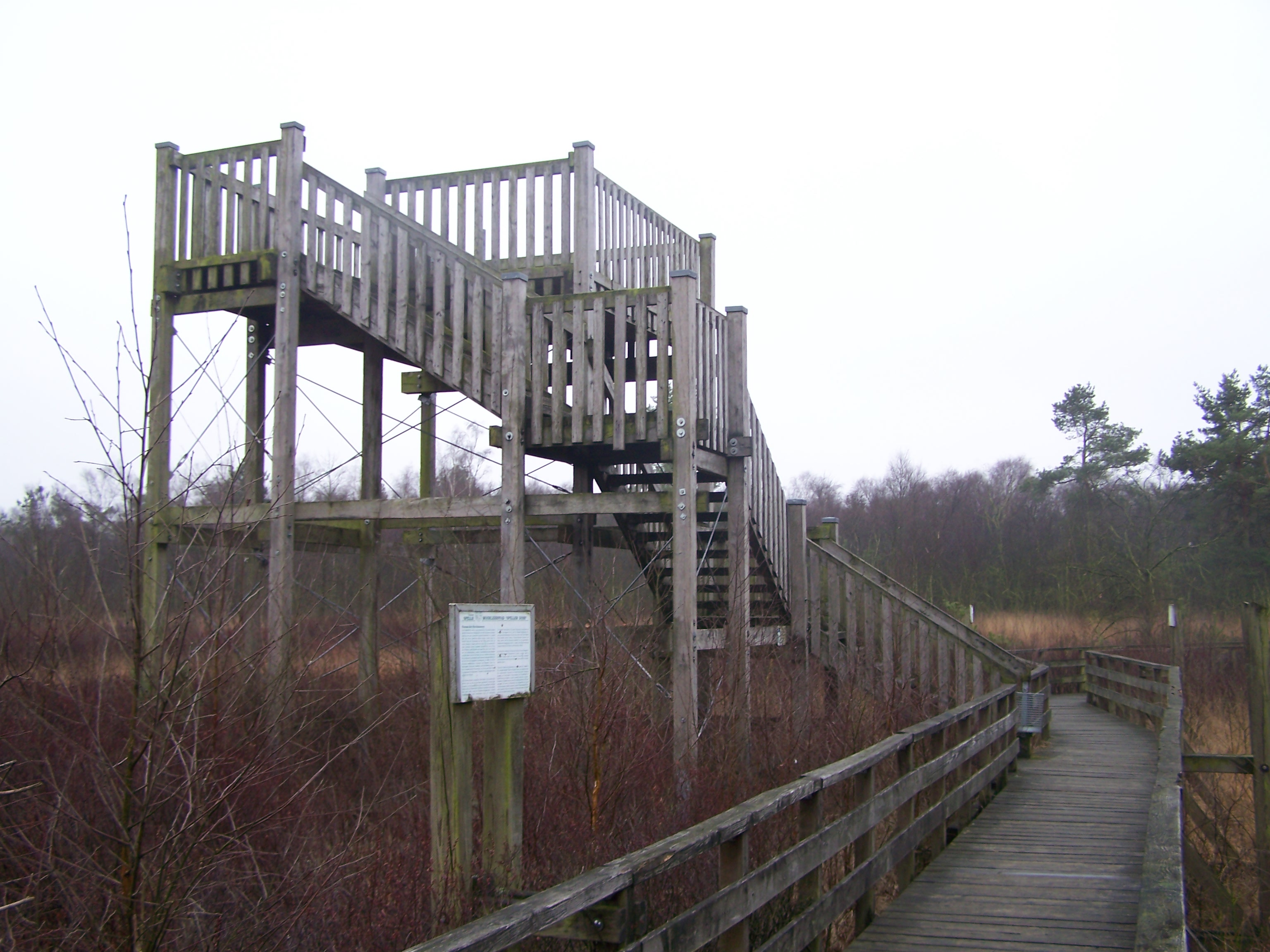
Aussichtsturm in der Speller Dose
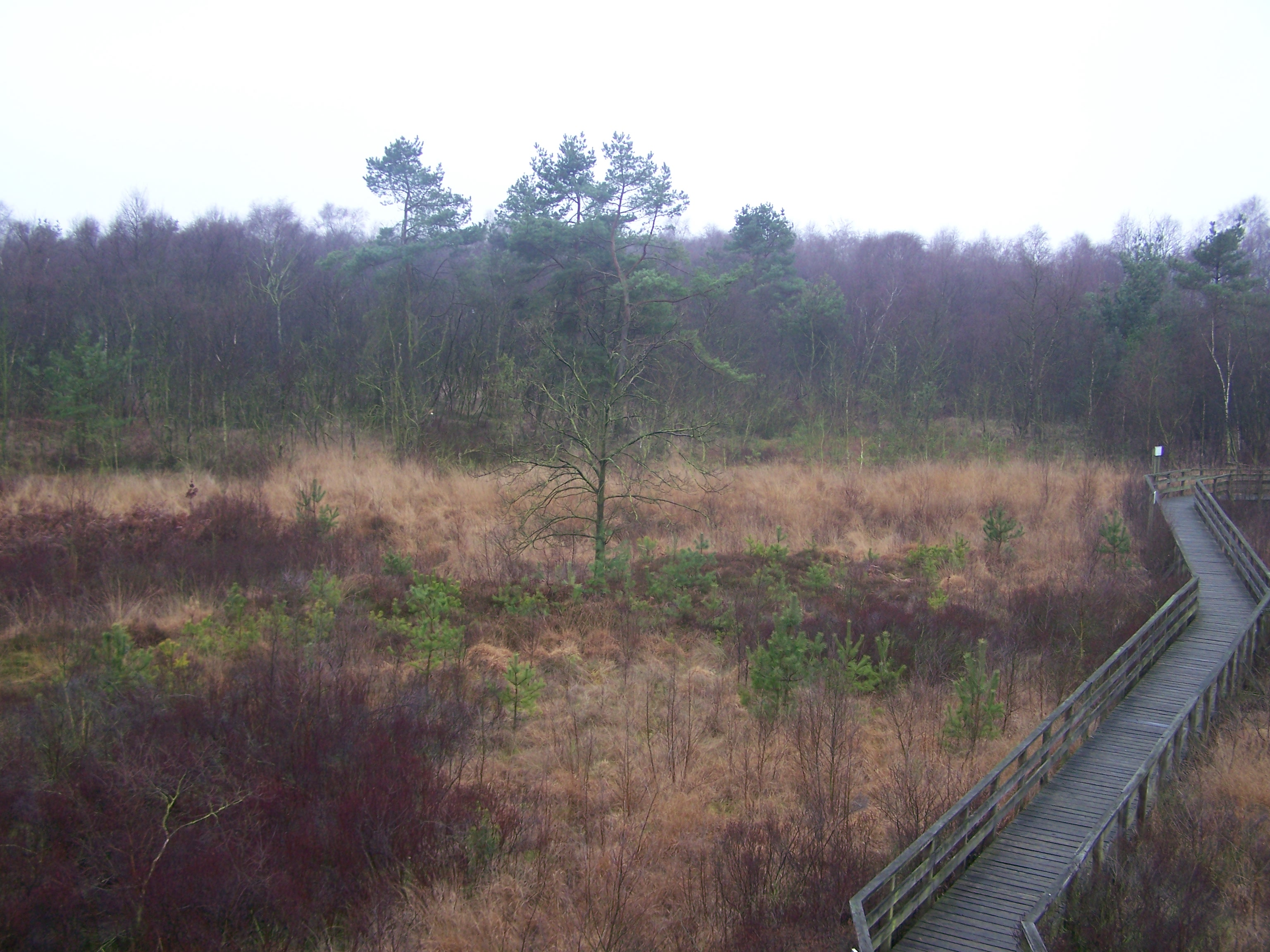
Blick in die Speller Dose

## Persönlichkeiten

### Ehrenbürger
- Bernard Krone, Gründer der Maschinenfabrik Bernard Krone
- Heinz Kulüke (* 1956), katholischer Missionar und Initiator von Hilfsprojekten auf den Philippinen, Generalsuperior der Steyler Missionare, Träger des Bundesverdienstkreuzes am Bande[10]
- Karl Rekers, Unternehmer, Gründer der Rekers GmbH Maschinen und Anlagenbau

### Söhne und Töchter der Gemeinde
- Heinz Kulüke (* 1956), Ordenspriester, von 2012 bis 2018 Generalsuperior der Steyler Missionare
- Wolfgang Schütte (* 1974), ehemaliger Fußballprofi beim VfL Osnabrück

### Persönlichkeiten, die vor Ort gewirkt haben
- Johannes Wübbe (* 1966), Weihbischof in Osnabrück, bis 2014 Pfarrer in der Pfarreiengemeinschaft Spelle/Lünne/Schapen/Venhaus